# Slowakische Hockey Hall of Fame
Die Slowakische Hockey Hall of Fame (slowakisch: Sieň slávy slovenského hokeja) ist die nationale Eishockey-Ruhmeshalle der Slowakei. In dieser werden Spieler, Trainer und Funktionäre geehrt, die sich um den Eishockeysport in der Slowakei verdient gemacht haben. Die Ruhmeshalle wurde am 30. November 2002 eröffnet, nachdem die slowakische Eishockeynationalmannschaft bei der Eishockey-Weltmeisterschaft 2002 die Goldmedaille gewonnen hatte. Die Ruhmeshalle befand sich ursprünglich auf der Burg Bratislava (Bratislavský hrad), wurde aber im April 2004 in das Slowakische Nationalmuseum in Bratislava integriert.

## Auswahlkomitee
Dem Auswahlkomitee der Ruhmeshalle gehören erfolgreiche Spieler und Trainer, Medienvertreter und Mitglieder des slowakischen Eishockeyverbandes an:
- Jozef Golonka
- Ján Starší
- Karol Fako
- Milan Čupka (Sportredaktion Denník Šport)
- Jozef Kšiňan (Sportredaktion TASR)
- Vladimír Lukscheider
- Vladimír Paštinský (Direktor von Pro Hokej, a.s.)
- František Morvay (Eishockey-Journalist)
- Igor Nemeček (Generalsekretär des slowakischen Eishockeyverbandes)
- Martin Ryba (Geschäftsführer der M-SZĽH, s.r.o.)
- Miroslav Valíček (Präsident und Vorstandsmitglied der Ruhmeshalle)

## Auswahlkriterien

### Spieler
Spieler, die in die Ruhmeshalle aufgenommen werden, müssen mindestens eine der folgenden Kriterien erfüllen:
- Medaillengewinn bei Olympischen Winterspielen
- Weltmeister oder Gewinn des Stanley Cup
- Gewinn mehrerer Weltmeisterschaftsmedaillen
- langjährige NHL-Spieler
- 50 Länderspiele oder 50 Länderspieltore für die Slowakei
- mindestens drei tschechische oder slowakische Meistertitel mit mindestens 300 Extraliga-Partien
- herausragende Leistungen für die Entwicklung des slowakischen Eishockeysports

### Mannschaften
Um in die Ruhmeshalle aufgenommen zu werden, muss eine Mannschaft eine Goldmedaille bei Olympischen Winterspielen oder Weltmeisterschaften gewinnen. In Ausnahmefällen können auch Club-Mannschaften aufgenommen werden, wenn sie die Slowakei bei internationalen Turnieren auf außergewöhnliche Weise repräsentieren.

### Trainer
Trainer, die in die Ruhmeshalle aufgenommen werden, müssen mindestens eine der folgenden Kriterien erfüllen:
- Nationaltrainer, die mindestens eine olympische oder eine Weltmeisterschaftsmedaille gewonnen haben
- erfolgreiche Klubtrainer, die sich um die Förderung des Nachwuchses oder um die Weiterentwicklung des Sports verdient gemacht haben

### Schiedsrichter
Folgende Kriterien gelten für die Aufnahme von Schiedsrichtern:
- mindestens 500 Ligaspiele
- Leitung internationaler Spiele
- Engagement in der Schiedsrichterkommission des Verbandes oder der IIHF

### Journalisten
Journalisten und andere Medienvertreter werden dann aufgenommen, wenn sie im Rahmen ihrer Arbeit herausragende Beiträge zur Förderung des slowakischen Eishockeys geleistet haben oder sich im Verband oder der IIHF engagiert haben.

### Manager und Sonstige
Zudem können ehemalige Spieler aufgenommen werden, die sich um die Entwicklung des slowakischen Eishockeys im Eishockeyverband oder der IIHF verdient gemacht haben oder als Manager herausragende Beiträge zur Entwicklung ihres Vereins geleistet haben.

## Mitglieder der Ruhmeshalle

### 2002
Ladislav Troják, Stan Mikita, Michal Polóni, Ladislav Horský, Ján Starší, George Gross, Vladimír Dzurilla, Jozef Golonka, Václav Nedomanský, Peter Šťastný (bis 6. April 2009)

### 2003
Rastislav Jančuška, Vojtech Okoličány, Miroslav Červenka, Ján Jendek

### 2004
František Gregor, Karol Fako, Vincent Lukáč, Milan Kužela

### 2005
Jaroslav Walter, Igor Liba

### 2006
Rudolf Tajcnár

### 2007
Dušan Pašek senior

### 2008
Dušan Faško

### 2009
Dárius Rusnák

### 2011
Július Haas, Ján Mitošinka, Róbert Švehla

### 2012
Pavol Demitra